# Brittisk rhythm and blues
Brittisk rhythm and blues ofta förkortat till Brittisk rhythm & blues eller Brittisk R&B, var en musikalisk rörelse som utvecklades i Storbritannien mellan slutet av 1950-talet och början av 1960-talet, och nådde sin höjdpunkt under mitten av 1960-talet. Perioden sammanföll med den bredare brittiska beat-scenen och den mer puristiska brittiska bluesmiljön, men skilde sig musikaliskt genom att försöka efterlikna musiken från amerikanska blues- och rock'n'roll-pionjärer som Muddy Waters, Howlin' Wolf, Chuck Berry och Bo Diddley. Rörelsen lade ofta större vikt vid gitarrer och framfördes ofta med högre energi.
Ursprunget till rörelsen kom från brittisk jazz, skiffle och folk på 1950-talet. År 1958 besökte Muddy Waters Storbritannien och inspirerade nyckelpersoner som Cyril Davies och Alexis Korner att börja spela elektrisk blues och bilda bandet Blues Incorporated, som blev en slags garant för brittiska rhythm and blues-musiker. En blomstrande scen med klubbar och grupper uppstod sent på 1950-talet och tidigt på 1960-talet, och flera band fick så småningom kommersiell framgång. Större namn inom genren är The Rolling Stones, Manfred Mann, The Animals, The Yardbirds, Them och The Spencer Davis Group, som dominerade brittiska och amerikanska topplistor från 1964 efter Merseybeat-trenden, och blev centrala för modkulturen i Storbritannien och en ny våg av artister under den Brittiska vågen i USA.
Många av banden och deras medlemmar blev ledande rockartister sent på 1960-talet och tidigt på 1970-talet och var med och skapade psykedelisk rock, progressiv rock och hård rock, och gjorde rhythm and blues till en viktig komponent i denna musik. Under mitten och slutet av 1970-talet blev brittisk R&B åter populärt genom soul och disco, pubrock-scenen, new wave och mod-revivalen, och har haft flera populära perioder sedan slutet av 1980-talet. På 2000-talet blev en brittisk version av modern R&B populär, och sedan sent på 2000-talet har flera brittiska kvinnliga sångare inom soul och R&B lett till diskussioner om en ny 'brittisk R&B-våg'.